# Station Giggleswick
Giggleswick is een spoorwegstation van National Rail in Giggleswick, Craven in Engeland. Het station is eigendom van Network Rail en wordt beheerd door Northern Rail. 

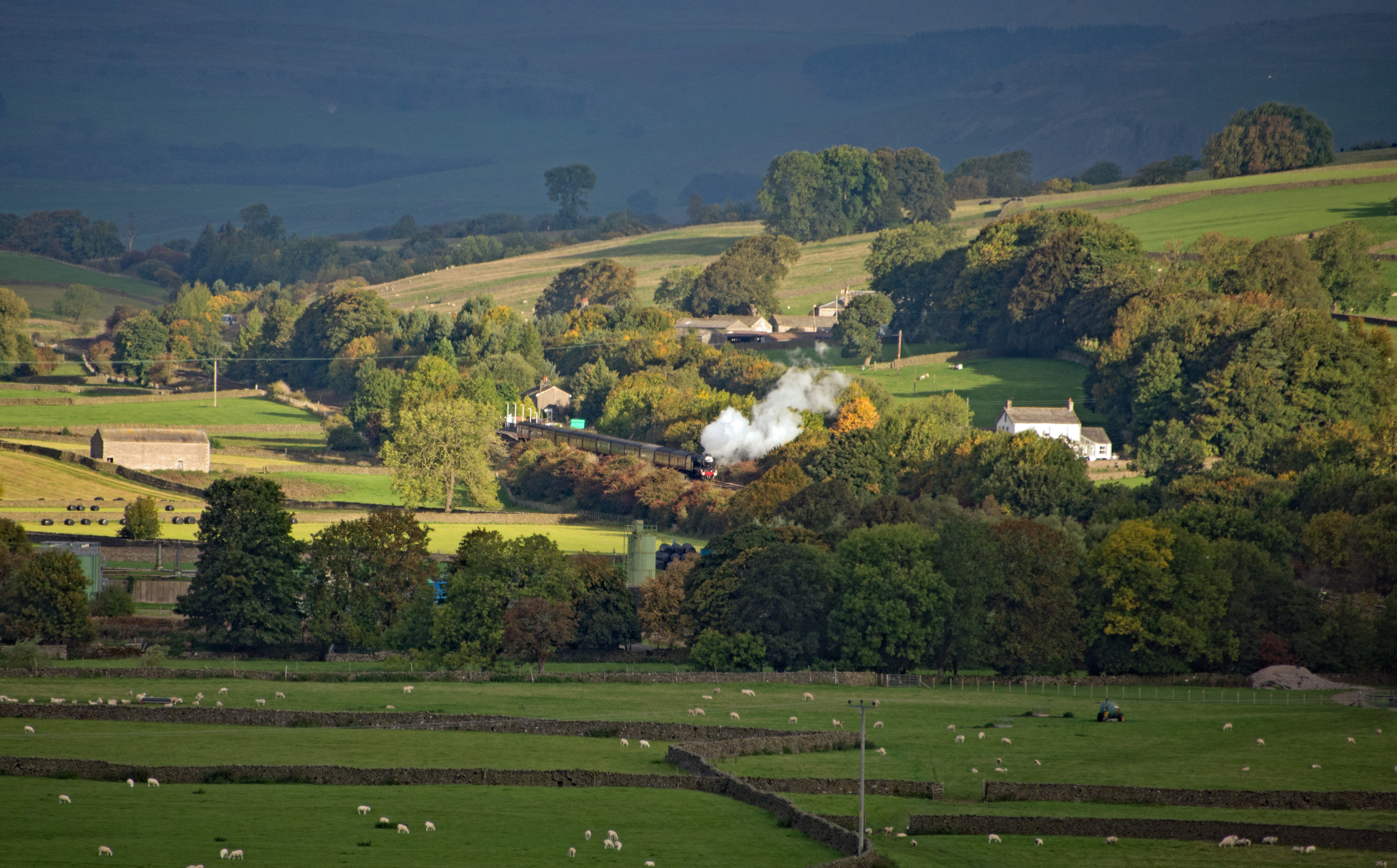
Landschap bij het station, 2018